# 小腆紀傳
小腆紀傳，凡六十五卷，徐鼒撰。
徐鼒最早已著有《小腆紀年》一書，晚年博采舊聞，又作「小腆紀傳」六十五卷。徐承禮又有「小腆紀傳補遺」五卷。